# Ряд Пюизё
Ряд Пюизё, или ряд Пюизо, дробно-степенной ряд, — обобщение понятия степенного ряда, в котором используются не только целые, но и дробные (рациональные) показатели; допускаются также отрицательные показатели. Названы в честь Виктора Пюизё.
Ряды Пюизё находят применение в различных разделах математики, в том числе, при исследовании алгебраических уравнений, алгебраических кривых и поверхностей, а также в теории дифференциальных уравнений.
Ряд Пюизё с одной переменной — это формальное алгебраическое выражение вида:
{\displaystyle F(X)=\sum _{n=n_{0}}^{+\infty }a_{n}X^{n/m},}
в котором число {\displaystyle n_{0}} — целое, число {\displaystyle m} — натуральное (при {\displaystyle m=1} получается обычный степенной ряд),
коэффициенты {\displaystyle {a_{n}}} берутся из некоторого кольца {\displaystyle {R}}.

## История
Дробно-степенные ряды впервые были использованы Ньютоном (в письме к Ольденбургу 1676 года)

и после этого переоткрыты Пюизё в 1850 году.

Пюизё использовал дробно-степенные ряды для исследования многозначных алгебраических функций вблизи
точек ветвления и впервые рассмотрел вопрос об их сходимости.

Вследствие этого их иногда называют рядами Ньютона—Пюизё.